# 红铬铅矿
紅鉻鉛礦（英語：Phoenicochroite或Melanochroite）是一种含铅铬酸盐矿物，化學式為Pb2OCrO4，它可形成深红色晶体。它于1839年在俄罗斯乌拉尔山脉的別廖佐夫斯基礦床發現。其名称分別来源于希腊语（phoenicos，意为“深红”）和（chroa，意為“顏色”）。